# +bien
 +bien es una película Argentina, filmada en colores y dirigida por Eduardo Capilla sobre su propio guion. Se estrenó el 15 de noviembre de 2001 y tuvo como actores principales a Gustavo Cerati, Ruth Infarinato, Damián De Santo y Atsushi Mizukawa.

## Sinopsis
Las acciones de tres amigos médicos para enfrentar las situaciones en un contexto de aburrimiento. Realmente, la película se centra más en el entramado y la espontaneidad de las imágenes y breves clips, esto da a entender que no hay que buscar en la coherencia de la trama.

## Reparto
- Gustavo Cerati …Jorge
- Ruth Infarinato…Bárbara
- Damián De Santo…Galo
- Atsushi Mizukawa…Ramiro
- Piren Larrieu…Mariana
- Luna Paiva…Federica
- Patrizia Camponovo…Berena
- Milagros Gallo…Mariana ex
- Paula Siero…Marcela
- Vera Capilla…Romina
- Esteban Cremenchusky…Crema
- Andrés Fogwill…Mitch
- Cristian Powditch…Policía rural
- Javier Troussel…Puestero de campo
- Nilda Raggi…Madre de Mariana
- Cecilia Amenábar…Amiga de Bárbara
- Diana Ruibal…Tía de Bárbara
- Martín Bravo…Enfermero
- Osvaldo Cappra…Oficial
- Leonardo Denocco…Policía
- Paula Moore…Enfermera
- Alberto Olivera…Viejito Hospital
- Pedro Moscuzza…Chico Gasolinería
- Ignacio Cominassi…Nene Hospital
- Jorge Rivadeneira…Sepulturero 1
- Hernán Jiménez…Sepulturero 2
- Ruth Groissman…Panelista
- Carlos Tarnapolsky…Panelista / Profesor
- Carla Di Pietro…Mujer con Bebé
- Mónica Poggio…Artista 1
- Remo Bianchedi…Artista 2
- Buby Navedo…Artista 3
- Pablo Pecker…Dr. Norton
- Pedro Valente…Enfermero
- Ignacio Ramón Fuentes…Vecino
- Fernando Guzmán…Mucama Shopping
- Clara Cullen…Amiga de Federica
- Sandra Fosco…Nena
- Javier Russo…Chico 1
- Elbio Chamorro…Chico 2
- Alicia Cayssials…Mujer Shopping
- Diana Forteza…Mujer Shopping
- Bárbara Riestra…Chica Parque 1
- Stella García Calvo…Chica Parque 2
- Ariel De Cesare…Camillero
- Mario Tizón ...Chico Rompe Auto 1
- Matías Mitchum…Chico Rompe Auto 2
- Esteban Gómez…Estudiante 1
- Silvina Gómez…Estudiante 2

## Comentarios
Pablo Suárez en la crítica en cinenacional.com opinó:

«…propuesta pretendidamente cool y modernosa…termina quedándose en el artificio de los trucos visuales y no llega a plantear una historia ni a delinear personajes. El acorazado Potemkin es más moderna, aunque no actúa Ruth Infarinato. O quizás justamente por eso. Y por muchas otras cosas más, claro..»

Ramiro Villani en la crítica del sitio web cineismo.com opinó:

« …no representa al cine argentino…su estructura formal no es heredera del cine, sino de los clips musicales. Como los números que la separan por capítulos…frases trascendentes inscriptas sobre la pantalla…llena de tetas y culos por el solo hecho de mostrarlos…pantallas divididas sin ningún propósito, arte pop ( si por esto se entiende un bisturí gigante, o figuras inclinadas, no sé), filosofía de bolsillo, mucho verde, muchas flores, imágenes que se mueven como si fueran agua, etc.» 

Diego Batlle en La Nación opinó:

«…más cercano al happening que al cine…una experiencia visual cuyo sentido no hay que buscarlo en la coherencia de la trama sino a partir del entramado de imágenes.»

Manrupe y Portela escriben:

«…vacuidad llamativa y escaso atractivo visual. Y una de las películas más castigadas por la crítica del período.»